# ناصر عبد الجواد
ناصر عبد الله عودة عبد الجواد هو سياسي وأكاديمي فلسطيني، ولد في 9 يونيو 1965م، وهو نائب سابق في المجلس التشريعي الفلسطيني عن حركة المقاومة الإسلامية (حماس). يُعد من أبرز الشخصيات الإسلامية في الضفة الغربية، وله تاريخ طويل في العمل السياسي والمقاومة ضد الاحتلال الإسرائيلي، بالإضافة إلى إسهاماته الأكاديمية في علوم الشريعة والحديث.

## النشأة والتعليم
وُلِد ناصر عبد الجواد في بلدة دير بلوط بمحافظة سلفيت شمال الضفة الغربية. أنهى تعليمه الثانوي في المدرسة الإسلامية الثانوية في نابلس عام 1983، ثم حصل على درجة البكالوريوس في أصول الدين من الجامعة الأردنية عام 1986، والماجستير في علوم الحديث من نفس الجامعة عام 1990.
خلال فترة اعتقاله في السجون الإسرائيلية، حصل على درجة الدكتوراه في الشريعة الإسلامية من الجامعة الأمريكية المفتوحة عام 2003، في سابقة هي الأولى من نوعها داخل السجون الإسرائيلية. نال درجة الدكتوراه الثانية من جامعة مالايا في ماليزيا عام 2016، وكان موضوع رسالته الحقوق السياسية والمدنية لغير المسلمين في الدولة الإسلامية في ضوء القرآن والسنة.

## النشاط السياسي
انضم عبد الجواد إلى جماعة الإخوان المسلمين عام 1981، وكان من المشاركين في النشاط الطلابي الإسلامي. شارك في العمل المقاوم ضد الاحتلال الإسرائيلي منذ أواخر الثمانينات، وتلقى تدريبًا عسكريًا خارج فلسطين عام 1989. يُعتبر أحد مؤسسي كتائب الشهيد عز الدين القسام في الضفة الغربية، وقد عمل إلى جانب القيادي البارز يحيى عياش.
في عام 2005، انتُخب عضوًا في المجلس البلدي لبلدته دير بلوط. وفي عام 2006، فاز بمقعد في المجلس التشريعي الفلسطيني ضمن قائمة "التغيير والإصلاح" التابعة لحركة حماس، ممثلًا عن محافظة سلفيت. شغل عضوية لجان عدة في المجلس، منها لجنة الجدار ومقاومة الاستيطان، ولجنة الشؤون الاجتماعية، كما أصبح عضوًا في المجلس الوطني الفلسطيني.

## مؤلفاته
- الأسرى: حقوقهم، واجباتهم، أحكامهم: كتاب يتناول أوضاع الأسرى المسلمين، خاصة الفلسطينيين في سجون الاحتلال، من منظور شرعي وحقوقي، مع التركيز على الحقوق والواجبات والأحكام الفقهية المتعلقة بهم.
- الديموقراطية الزائفة والحصانة المسلوبة: زفرات نائب عن الضفة الغربية في المجلس التشريعي الفلسطيني: يوثق هذا الكتاب تجربة المؤلف كنائب في المجلس التشريعي الفلسطيني، مسلطًا الضوء على التحديات التي واجهها النواب الإسلاميون، بما في ذلك الاعتقالات والانتهاكات.
- تحرير فلسطين وعودة الخلافة الإسلامية: دراسة حديثية استشرافية: يناقش هذا الكتاب العلاقة بين تحرير فلسطين وعودة الخلافة الإسلامية، مستندًا إلى النصوص القرآنية والأحاديث النبوية، مع تحليل استشرافي للأحداث المستقبلية.

- الأساليب التبشيرية في مدرسة راهبات الوردية: يتناول هذا الكتاب الأساليب التبشيرية في المؤسسات التعليمية، مع التركيز على مدرسة راهبات الوردية، وتحليل تأثيرها على المجتمع الفلسطيني.[2]

## اعتقالاته
اعتقل عبد الجواد للاعتقال عدة مرات من قبل سلطات الاحتلال الإسرائيلي.  أول مرة عام 1993 وحُكم عليه بالسجن 12 عامًا، وقضى في مجمل اعتقالاته أكثر من 17 عامًا في السجون الإسرائيلية. في 1 يناير 2018، أُعيد اعتقاله بعد عودته من ماليزيا، وتعرض خلال التحقيق لتعذيب جسدي ونفسي أدى إلى تدهور حالته الصحية.